# Літній мовний дитячий табір

}}
Літній мовний дитячий табір – це заклад дитячого дозвілля (навчання, оздоровлення та відпочинку), надає дітям можливість відпочивати та вивчати іноземну мову на поглибленому рівні, протягом певного проміжку часу.
Літні мовні табори дають учням можливість не лише вдосконалювати свої мовленнєві компетенції, а й отримувати новий цікавий досвід та можливість застосувати свої знання на практиці.
В Україні ведеться Державний реєстр дитячих закладів оздоровлення та відпочинку. Вони підлягають контролю з боку держави.

## Мета
Одним із головних завдань таких таборів є покращення рівня володіння учнів іноземними мовами.

## Види

### За типом
1. Державні
2. Приватні
3. Комунальні

### За тривалістю
1. З денним перебуванням
2. Із цілодобовим перебуванням

## Дозвілля у мовному таборі
Зазвичай усі дні в таборі проходять весело. Завжди є цікаві уроки, кожного дня учні разом зі своїм загоном отримують нові завдання, грають ігри, передивляються пізнавальні відео та постійно перебувають у русі, вивчають щось нове і не лише рідною мовою, а й іноземною.

### Вимоги до дітей
- Дотримуватись режиму дня табору;
- Відвідувати навчальні заняття відповідно до розкладу;
- Не виходити за територію табору;
- Виконувати вимоги вожатих, викладачів та персоналу табору;
- Гідно поводитися під час проведення уроків;
- Під час екскурсій і виходу групи за межі табору дотримуватись правил поведінки в суспільних місцях;
- Шанобливо ставитись до дітей і дорослих, що перебувають на території табору;
- Дбайливо ставитися до майна.

### Заборони
- паління;
- спиртні і енергетичні напої;
- наркотики;
- принижувати, ображати, глузувати з людей інших віросповідань, кольору шкіри, національності, матеріального достатку, віку;
- піддівати небезпеці своє життя та життя інших людей.

## Програма табору
Практично всі табори спрямовані на те, щоб повернути більшість дітей XXI ст. в реальність, відволікти їх від гаджетів.
Саме тому в таборах проводяться такі активності, як:
- гуртки;
- екскурсії;
- ігри та змагання;
- конкурси, дискотеки, театралізовані свята.